# Sanna Stén
Sanna Tutteli Stén (* 20. Mai 1977 in Lohja) ist eine ehemalige finnische Leichtgewichts-Ruderin.
Stén begann 1999 mit dem Rudersport. Bei den Weltmeisterschaften 2003 trat sie im Leichtgewichts-Einer an und belegte den zehnten Platz. Ab 2005 bildete sie mit Minna Nieminen einen Leichtgewichts-Doppelzweier, die beiden Finninnen gewannen die Weltcupregatta in München. Bei den Weltmeisterschaften 2005 in Gifu siegte der deutsche Zweier vor dem US-Boot, die Stén und Nieminen erhielten die Bronzemedaille. Nach dem sechsten Platz bei den Weltmeisterschaften 2006 erreichten sie 2007 in München als Zweite hinter den Australierinnen das Ziel. Bei den Europameisterschaften 2007 erhielten die Finninnen ebenfalls die Silbermedaille, hier siegte der tschechische Doppelzweier.
Nach einem sechsten Platz und zwei dritten Plätzen im Weltcup 2008 gewannen Stén und Nieminen bei den Olympischen Spielen Peking die Silbermedaille hinter Marit van Eupen und Kirsten van der Kolk aus den Niederlanden. 2009 belegten Stén und Nieminen den neunten Platz bei den Weltmeisterschaften in Posen. Bei den Europameisterschaften 2009 belegte Sanna Stén zusammen mit Ulla Varvio den vierten Platz. 2010 ruderten wieder Stén und Nieminen im Leichtgewichts-Doppelzweier und belegten zum Abschluss ihrer gemeinsamen Karriere noch einmal den zehnten Platz bei den Weltmeisterschaften und den elften Platz bei den Europameisterschaften.